# قلعه پامپوخلی
قلعه پامپوخلی مربوط به دوره صفوی است و در شهرستان شهریار، روستای محمودآباد واقع شده و این اثر در تاریخ ۱۱ شهریور ۱۳۸۲ با شمارهٔ ثبت ۹۹۰۴ به‌عنوان یکی از آثار ملی ایران به ثبت رسیده است.